# Pirates Cove Marine Park
Pirates Cove Marine Park är en park i Kanada.   Den ligger i Regional District of Nanaimo och provinsen British Columbia, i den sydvästra delen av landet, 3 600 km väster om huvudstaden Ottawa. Pirates Cove Marine Park ligger 46 meter över havet. Den ligger på ön De Courcy Island.
Terrängen runt Pirates Cove Marine Park är platt. Havet är nära Pirates Cove Marine Park österut. Närmaste större samhälle är Nanaimo, 17,5 km nordväst om Pirates Cove Marine Park. 
Runt Pirates Cove Marine Park är det glesbefolkat, med 17 invånare per kvadratkilometer.